# Babau
Il Babau (più raramente Babao, Bobò, Barabao, Maramao, Baubau, Bau Bau, Mamau, Maumau o Mau Mau) è, nel folclore italiano e in altri folclori europei, un mostro immaginario dalle caratteristiche non ben definite che viene tradizionalmente evocato per spaventare i bambini ("se non la smetti chiamo il Babau!").
Si può intendere il Babau come strettamente correlato all'uomo nero e all'orco delle fiabe, o addirittura usare queste diverse denominazioni come sinonimi. In questo senso generico, il "Babau" corrisponde sostanzialmente all'inglese boogeyman (boogeyman, bugaboo).
Le origini di questa figura non sono accertate. Secondo alcune fonti, il Babau potrebbe essere un retaggio dell'antico timore nei confronti dei Saraceni (IX-X secolo). In questo caso, la parola "Babau" potrebbe derivare dall'arabo Baban (ossia "Vincitore"). Un'interpretazione più diffusa intende invece il nome "Babau" come onomatopea, ottenuto per raddoppiamento dal latrato del cane o di un altro animale. L'uso del termine "Babau", in ogni caso, è accertato anche al di fuori dell'Italia, per esempio nella Linguadoca in Francia.

## Riferimenti al Babau
Al Babau è dedicato il racconto omonimo di Dino Buzzati (che lo ritrasse anche in diversi dipinti). Alcune traduzioni delle opere dei fratelli Grimm rendono Herr Korbes (nome di un personaggio e titolo di una fiaba) come Messer Babau. "Babau" (o "Babbau") è il soprannome con cui è noto il basso italiano Ruggero Raimondi (soprattutto nella trasmissione radiofonica "La Barcaccia" di Radio3), a causa del suono cupo e minacciosamente "pseudo-slavo" delle sue vocali.
Nel film Nightmare Before Christmas di Henry Selick è presente una creatura chiamata "Bau Bau", fatta di insetti cuciti nella stoffa. Nella versione originale si chiama "Oogie Boogie". Nel videogame Guild Wars, MMORPG sviluppato da ArenaNET e NCSoft, la popolazione degli Asura, esseri che abitano le profondità della terra, denominano gli esseri umani "Babau", per indicarne l'aspetto selvaggio e poco intelligente, e in ogni caso è invocato per spaventare i piccoli di Asura.
Nel cinquantaseiesimo capitolo di Dylan Dog, Ombre, il babau appare sotto forma di ombra di un immenso mostro volante che perseguita Alex Smith fino al momento della sua morte. Il Babau è citato nella seconda strofa della canzone Bambini venite parvulos (Mira Mare 19.4.89) di Francesco De Gregori, nonché nella canzone Piccinina (Sergio Endrigo - Vinícius de Moraes - Toquinho) cantata da Vinicius de Moraes. Il Babau è anche protagonista in un paio di puntate della serie animata The Real Ghostbusters, trasmessa da Italia Uno negli anni novanta, dove raggiunge le stanze dei bambini attraverso un fitto labirinto di scale che sbuca nei loro armadi.
In alcuni libri dell'autore Terry Pratchett è presente un Babau e si dice che l'unico modo per disorientarlo era coprirlo con una coperta, facendogli venire un complesso di esistenza, in quanto i Babau spariscono se si è sotto le coperte. Il Babau è presente anche in un racconto di Stephen King (Il Baubau, appunto) che fa parte della raccolta A volte ritornano.
Nel gioco di ruolo Dungeons & Dragons il babau è un demone minore.

## ITre Babai
Nell'antica Repubblica di Venezia la voce popolare identificava come i Tre Babài i Tre Inquisitori di Stato, ovvero i tre magistrati del Tribunale Supremo incaricati di perseguire la divulgazione del segreto di Stato, sottolineandone così la fama di giustizia segreta, rapida e inesorabile.